# Françoise Frenkel
Frymeta Idesa Raichenstein-Frenkel, conocida como Françoise Frenkel es una librera y escritora polaca, nacida el 14 de julio de 1889 en Piotrków Trybunalski, en la región polaca de Lodz.
Su pasión por la literatura francesa la condujo a abrir junto a su marido Simon Raichenstein, la primera y única librería francesa de los años veinte en Berlín, La Maison du livre français. El exilio de su esposo en París en 1933 la separó de él hasta que ella misma tuvo que huir de Berlín en 1939. Establecida en París con la ayuda del cónsul francés en Alemania, no se sabe si pudo reencontrarse con su esposo antes de la deportación de este a Auschwitz en julio de 1942.
Durante la invasión nazi de 1940, Frenkel huyó a la zona libre del sur francés hasta poder huir a Suiza, donde escribió en 1943-1944, un libro (Rien où poser la tête) con su testimonio a través de esos años de escapada de los nazis. Falleció en Niza en 1975.